# Gotfridus van der Krempen
Gotfridus van der Krempen, auch de Crempa (* im 14. Jahrhundert vermutlich in Krempe; † 16. September im 15. Jahrhundert in Lübeck) war Ratssekretär der Hansestadt Lübeck und Lübecker Domherr.

## Leben
Der Magister Gotfridus van der Kempen war nach seinem Studium zunächst als Universitätsnotar an der Universität Prag tätig. Als Ratssekretär war er in der Kanzlei des Lübecker Rats von 1384 bis 1407 beschäftigt. Eintragungen finden sich im Lübecker Niederstadtbuch und im Oberstadtbuch bis Ende 1407. Der Lübecker Rat bezeichnete ihn 1402 als oversten scriver, also Ersten Ratsschreiber. Gotfridus van der Krempen wurde zu einem unbekannten Zeitpunkt Domherr in Lübeck und starb als solcher vor der Mitte des 15. Jahrhunderts. Er wurde im Lübecker Dom bestattet, wo seine Figurengrabplatte im Süden des Chorumgangs dokumentiert, aber nicht erhalten ist.